# زابلی‌محله علیا
زابلی‌محله علیا روستایی در دهستان قره‌سو شرقی بخش سیجوال شهرستان ترکمن استان گلستان ایران است.

## جمعیت
بر پایه سرشماری عمومی نفوس و مسکن در سال ۱۳۹۵ جمعیت این مکان ۳۱۹ نفر (۹۶خانوار) بوده‌است.